# Neustrelitz
Neustrelitz és una ciutat d'Alemanya a l'estat federal de Mecklemburg-Pomerània Occidental i és la capital del districte de Mecklenburgische Seenplatte.

## Història
La població de Strelitz mencionada per escrit des de l'any 1278. Al segle xvii, Strelitz era part del ducat de Mecklemburg-Güstrow, que deixà d'existir arran de la mort del darrer duc el1695. Així, es va fundar el nou ducat de Mecklemburg-Strelitz el 1701. Aquest petit ducat contenia l'actual districte de Mecklemburg-Strelitz i un enclavament al voltant de Ratzeburg, que actualment es troba a Schleswig-Holstein.
El 1712 el castell i la ciutat van ser destruïts per un incendi, arran d'això el duc i la seva família van passar a viure a la seva casa de camp junt al llac Zierker See al nord-oest de Strelitz. Al voltant d'aquest lloc es va construir Neustrelitz. Es va convertir en la capital oficial de Mecklemburg-Strelitz el 1736.
El 1934, Mecklemburg-Strelitz va formar junt amb l'estat veí de Mecklemburg-Schwerin en el Gau de Mecklemburg.

## Atractius turístics

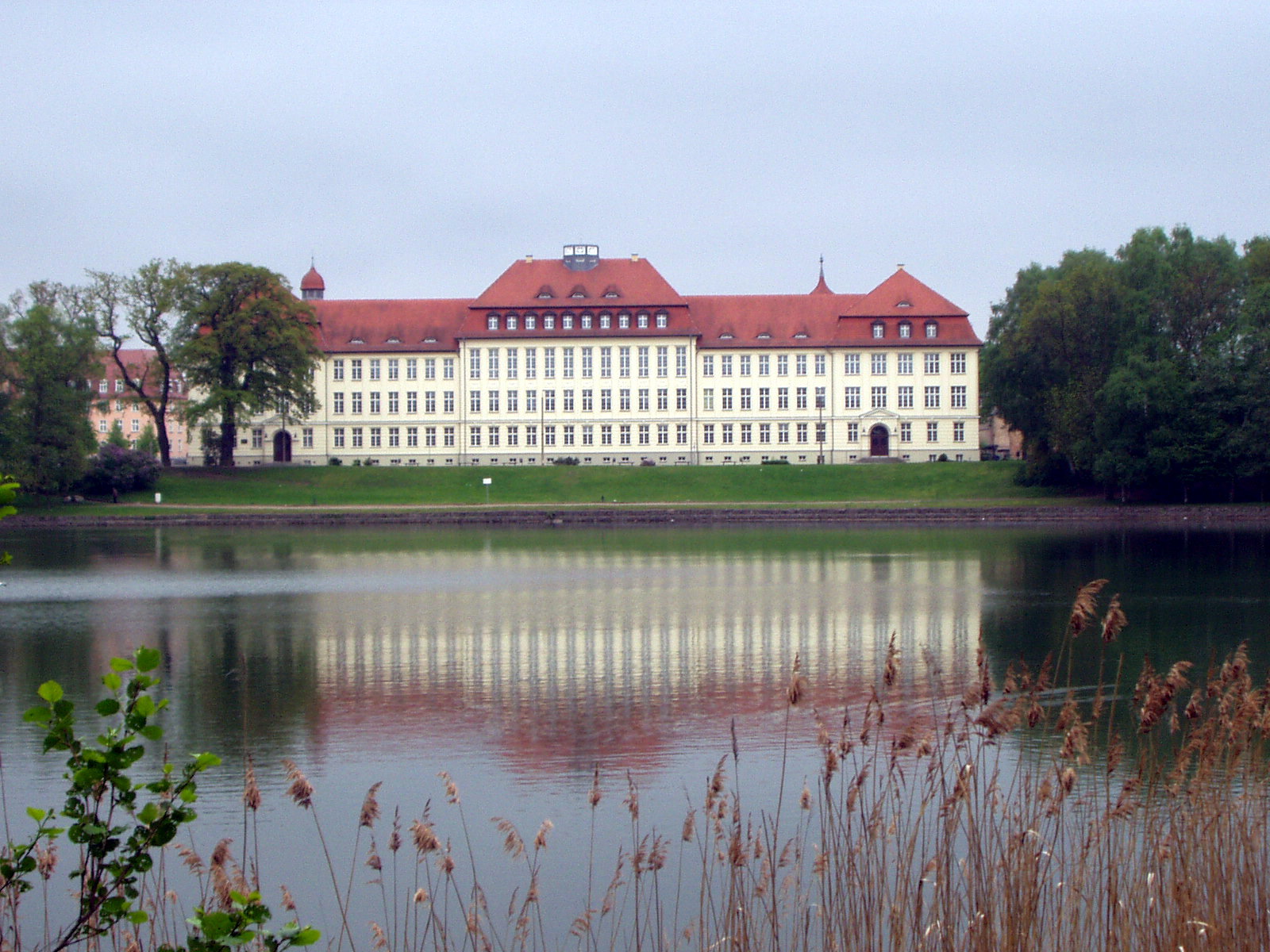
Gymnasium Carolinum

El centre de la ciutat és d'estil barroc; el seu nucli central és la Marktplatz (Plaça del Mercat), amb la Stadtkirche (Església de la Ciutat), bastida entre 1768-1778 i just al front el Rathaus, bastit el 1841 per Friedrich W. Buttel, un deixeble de Karl Friedrich Schinkel. La famosa casa del psiquiatre i metge Emil Kraepelin, actualment és un museu i és un dels llocs més visitats de la ciutat.
El Schloß (palau) barroc va ser destruït el 1945, però encara existeixen els jardins del palau (Schloßgarten). Hi ha una Orangerie del segle xviii, la Schloßkirche en estil neogòtic anglès (1855-1859)

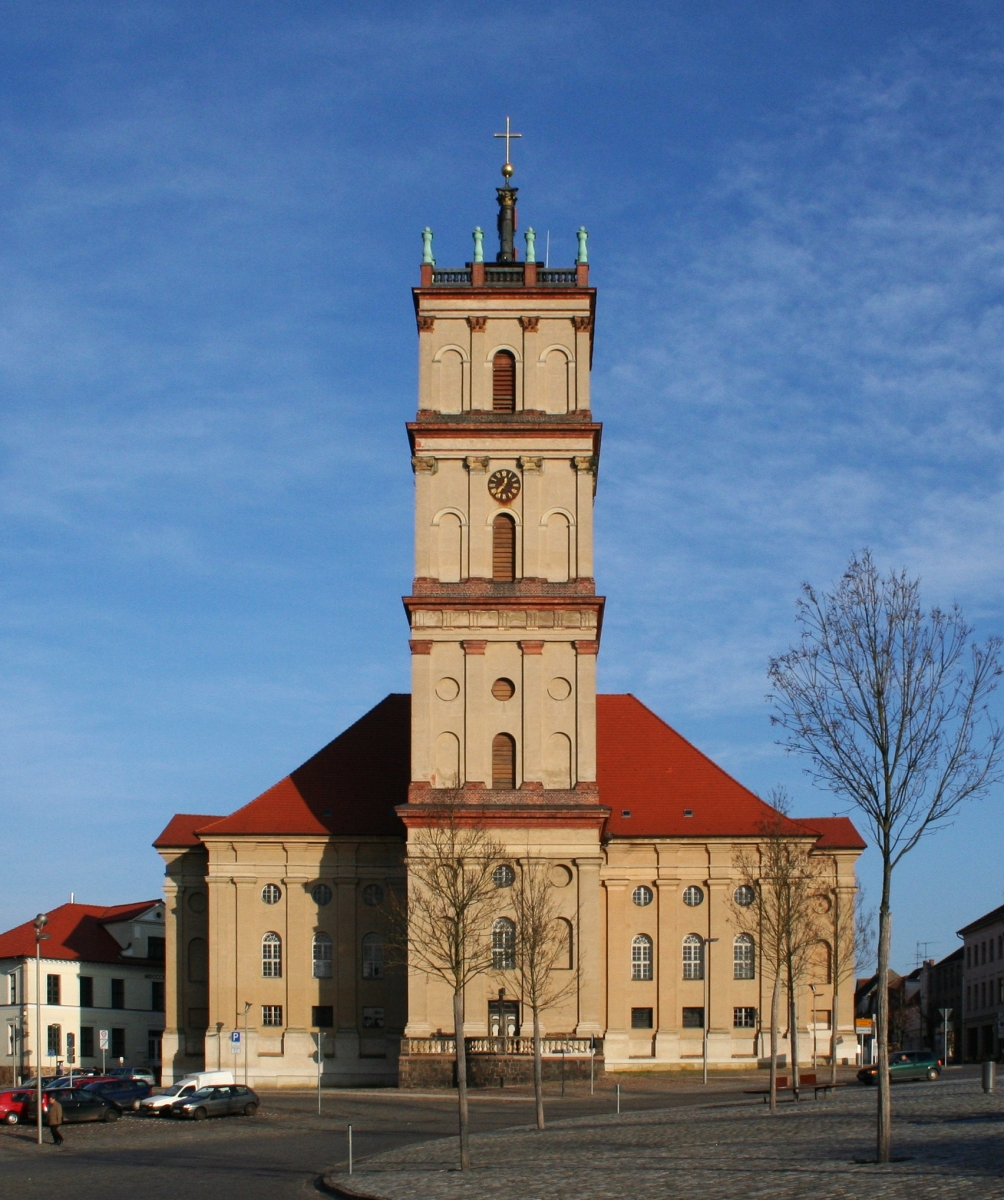
Església (Stadtkirche).

## Fills il·lustres
- Carl Ludwig van Oertzen (1810-[...?]) músic i polític.